# Jérôme Schneider
Jérôme Schneider (Neuchâtel, 4 novembre 1981) è un ex calciatore svizzero, difensore.

## Carriera
Dopo aver trascorso cinque stagioni nelle file del Servette, torna al Neuchatel Xamax, club nel quale ha militato al suo debutto nel calcio professionistico.